# Andreas Wolf
Andreas Wolf (in russo Андрей Андреевич Вольф?, Andrej Andreevič Vol'f; Leninabad, 12 giugno 1982) è un ex calciatore e allenatore di calcio tedesco, difensore.

## Carriera
Cresciuto nel Norimberga, ha debuttato in Bundesliga, all'età di 19 anni, il 23 marzo 2002 nello Stadio Olimpico di Berlino. Nella stagione 2001-2002 gioca altre 3 partite.
Nella stagione 2003-2004 ha segnato il suo primo gol da professionista.
Nella stagione 2008-2009, da capitano, ha subito un infortunio il 17 agosto nel primo turno di Coppa contro l'Augusta, uscendo al 72' e restando fuori dai campi per il resto dell'anno. Il suo ritorno è stato il 22 febbraio 2009 in casa contro il Wehen.
Nel 2011, con scadenza contratto, ha ricevuto un'offerta di estensione da parte del club, ma ha rifiutato. Ha citato, tra l'altro, la mancanza di apprezzamento. Lascia la squadra il 31 maggio 2011, dopo quattordici anni e 213 partite, tra cui 175 in Bundesliga.
Passato al Werder Brema, qui gioca sei mesi prendendo parte a 16 partite.
Il 23 gennaio 2012 firma per tre anni e mezzo con l'Monaco. Dopo il trasferimento di Ludovic Giuly è stato nominato capitano della squadra dal tecnico Claudio Ranieri a sei mesi dopo il suo arrivo al club e con 2 partite all'attivo.

## Palmarès

### Club

#### Competizioni nazionali
- Campionato tedesco di seconda divisione: 1

Norimberga: 2003-2004
- Coppa di Germania: 1

Norimberga: 2006-2007